# Murtosaari (ö i Norra Savolax, Norra Savolax, lat 63,22, long 26,67)
Murtosaari är en ö i Finland. Den ligger i sjön Pielavesi och i kommunen Pielavesi i den ekonomiska regionen  Övre Savolax ekonomiska region  och landskapet Norra Savolax, i den centrala delen av landet, 300 km norr om huvudstaden Helsingfors. Öns area är 8,9 hektar och dess största längd är 440 meter i öst-västlig riktning.